# كاليب إف. أبوت
كاليب إف. أبوت هو سياسي أمريكي، ولد في 8 سبتمبر 1811، وتوفي في 24 أبريل 1855.